# Димбовіца (річка)
Ди́мбовіца — річка в Румунії. Бере свій початок на схилах гір Фегераш. Вище за течією від місця впадіння в неї річки Баркешу також відома під назвою Отіку або Ізворул Отікулуй.
На берегах Димбовіци стоїть столиця Румунії — місто Бухарест. Димбовіца є правою притокою річки Арджеш, в яку впадає поблизу міста Будешті в повіті Келераш. На честь річки названий повіт Димбовіца.

## Походження назви
Назва Димбовіца має слов'янське походження та походить від слова дъб, dămb, що означає «дуб». Така назва пов'язана з давніми дубовими лісами у Нижньодунайській низовині.

## Димбовіца в Бухаресті
Димбовіца вже кілька століть є головним джерелом питної води в Бухаресті. Хоча він і мав кілька десятків криниць, більшість води доставлялося в Бухарест водоносами.
Місцеві жителі кажуть, що вода в річці «солодка», і навіть на початку 18 століття Антон Марія дель Чіаро, італійський секретар господаря Волощини Константіна Бринковяну, зазначав, що вода в Димбовіці «світла та чиста». Проте, наприкінці 18 сторіччя, разом із зростанням населення Бухареста, річка перестала бути чистою, що викликало необхідність побудови акведуків для доставки до міста питної води. Найперші акведуки з громадськими фонтанами були зведені під час правління господаря Олександра Іпсиланті.
На Димбовіці було збудовано багато водяних млинів, більша частина з яких перебувала у власності господаря, монастирів або бояр.
Димбовіца мала в межах Бухареста дві притоки:
- Димбовічоара (рум. Dâmbovicioara), на правому березі, яка, ймовірно, протікала в районі сучасної вулиці Sființii Apostoli;
- Букурештіоара (рум. Bucureștioara), яка витікала з озера, розташованого в сучасному Саді Ікони (рум. Grădina Icoanei).

Крім того, існував рукав Гирлиця (рум. Gârlița), який формував острів Острову (рум. Ostrovu).
Димбовіца часто підтоплювала Бухарест, особливо нижчий лівий берег. Після великої повені 1775 року господар Іпсиланті наказав побудувати канал-рукав з метою запобігти, або хоча б зменшити руйнування від повеней. У 1813 року господар Йоан Караджа вирішив почистити дно річки. Частина річки, що протікає через столицю Румунії, була двічі каналізована: у 1883 році (для боротьби з регулярними повінями) та наприкінці 1970-х, під час перепланування центральних районів Бухареста та будівництва Бухарестського метрополітену. У 1986 році між районами Крингаші та Мілітарі для запобігання повеням було збудовано дамбу, а також створено штучне озеро Морій.
Димбовіца ніколи не була судноплавною, але 1902 року мала місце невдала спроба запустити по річці кораблі.
В ранні часи Бухареста, в місті було мало мостів через річку, оскільки правий берег був малонаселений. Одначе, маєтки деяких бояр поширювалися на обидва береги, і вони мали пішохідні мости. Зараз в центральному Бухаресті є шістнадцять мостів через Димбовіцу.

## Притоки
Такі річки є притоками Димбовіци: Ліві: Валя Вадулуй, Беревоеску, Луцеле Марі, Луцеле Мікі, Валя луї Арон, Валя Коміскулуй, Валя Немцояїкелор, Речіта, Валя луї Станціу, Валя Туркілор, Темашур, Валя Драгослевенілор, Валя луї Іван, Валя Ларге, Валя Сяке, Валя Сперіятей, Валя Груюлуй, Беріла, Димбовікійоара, Валя Ореційлор, Чея, Чімбав, Валя Лункій, Валя Каселор, Валя Готарулуй, Оленяска, Валя Рункулуй, Валя Жокій, Бедені, Валя Грекулуй, Пириул луї Коман, Валя Чілійлор, Валя Плешей, Валя Мегурій, Валя Влазілор, Валя Улмулуй, Валя Ларге, Алб, Валя Сатулуй, Ільфов, Колентіна, Пасеря.
Праві: Баркешу, Колцій луї Андрей, Ізворул Фоішорулуй, Валя Барбулуй, Ізворул Готарулуй, Куза, Пириул Ларг, Синтініка, Валя луї Арон, Белцатул, Драксін, Каскуе, Кекіюлелор, Валя Шаулуй, Клебукет, Шуца, Онкійоая, Валя Жугій, Валя Аршіцей, Реушорул, Фрасіну, Стоєняска, Валя Чеїй, Мускел, Анінояса, Груй.

## Розташування
Річка протікає через такі комуни, села, містечка та міста: Рукер, Драгославеле, Стоєнешть, Малу ку Флорі, Киндешть, Вулкана-Бей, Войнешть, Менешть, Драгомірешть, Лучієнь, Нучет, Концешть, Лунгулецу, Кіажна, Бухарест (місто), Плетерешть, Васілаць, Будешть (місто).

## ГЕС
На річці розташовано ГЕС Clabucet.

## Галерея

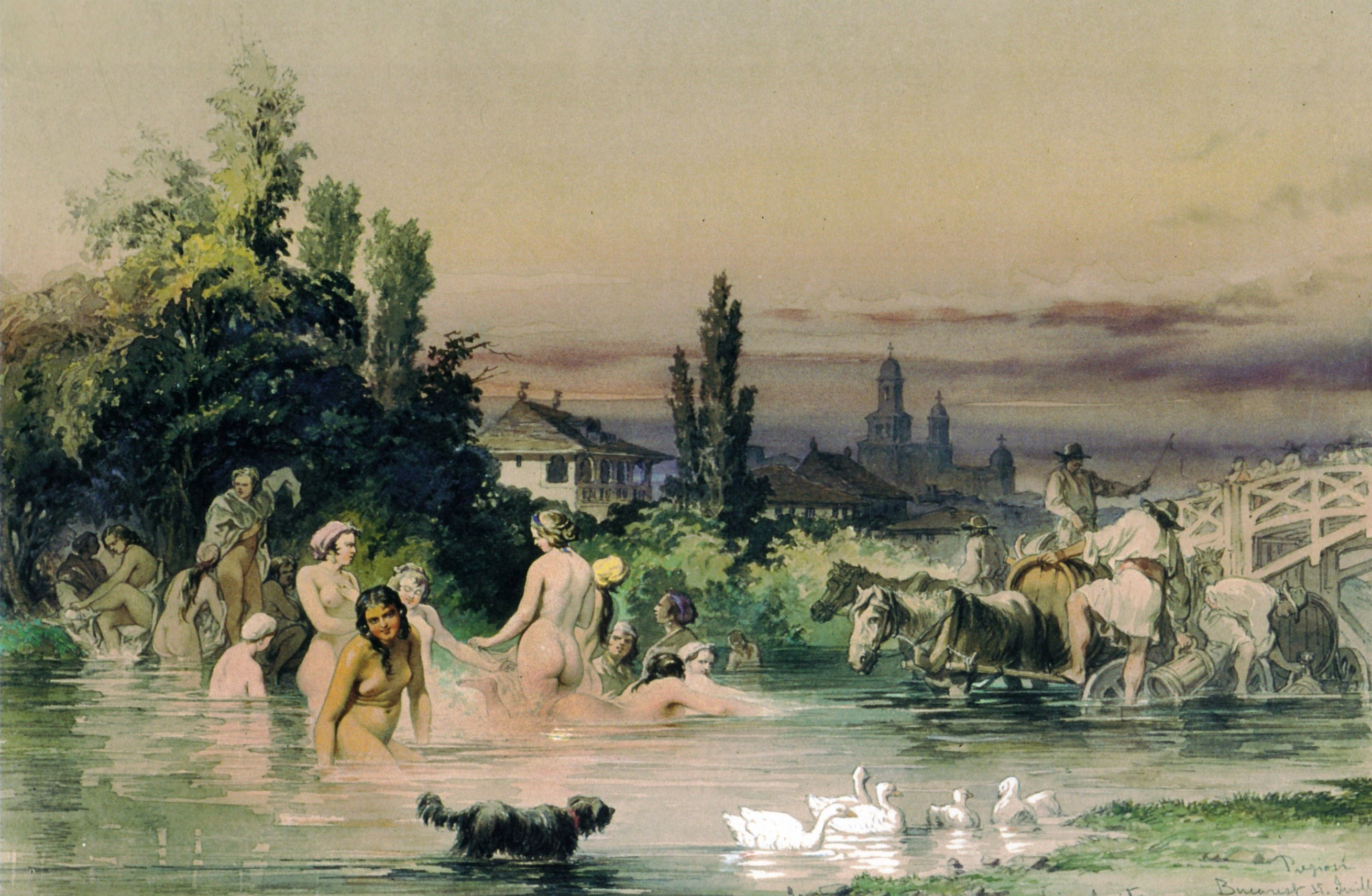
Димбовіца в Бухаресті на акварелі Амедео Преціозі (1868)
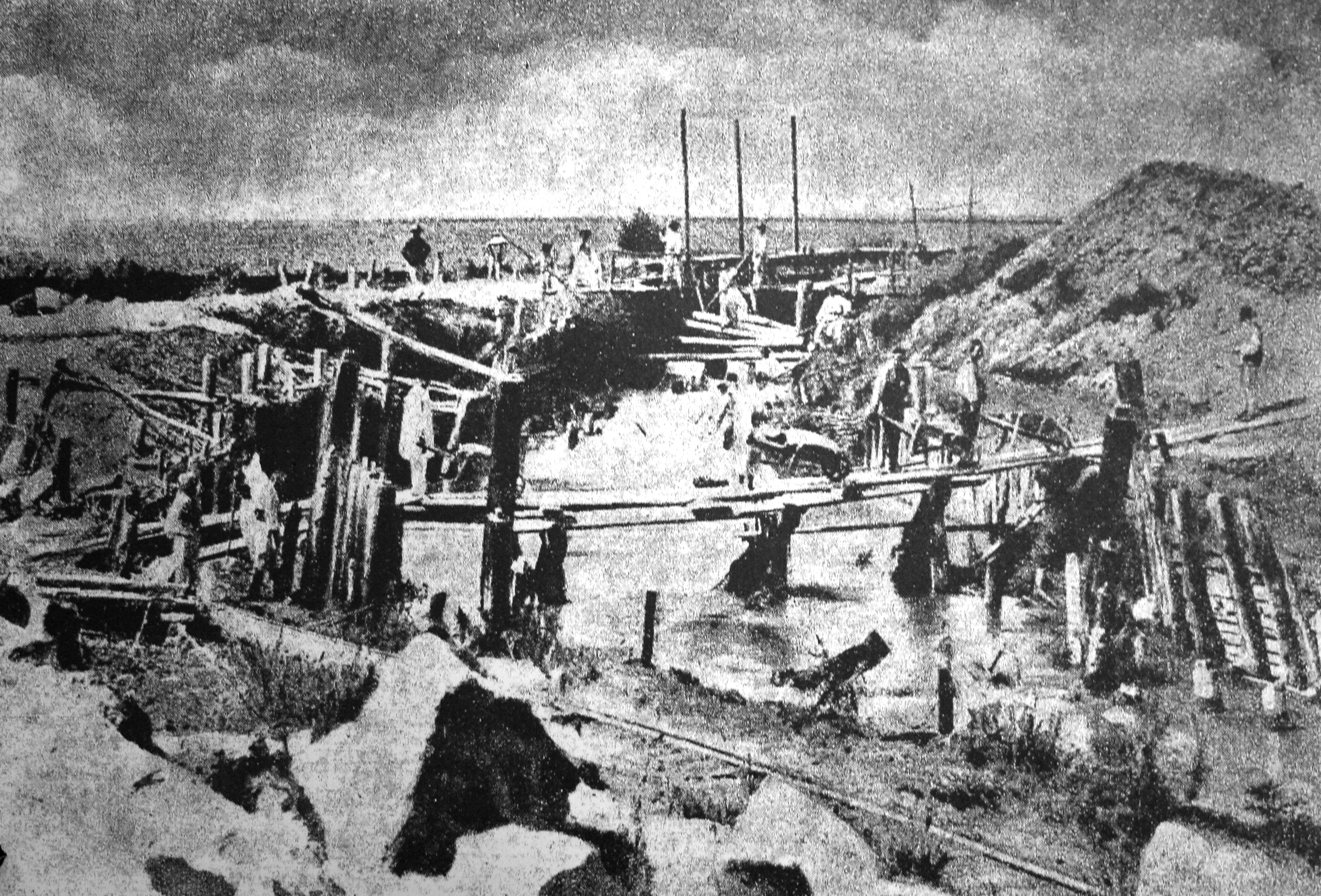
Роботи на Думбовіці в Бухаресті (1880і)
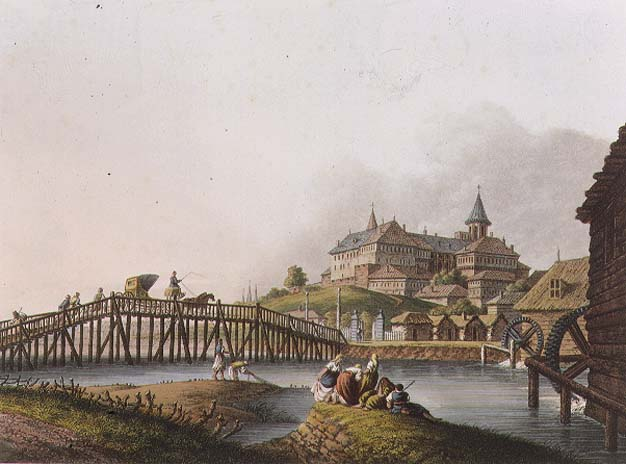
Водяні млини на Димбовіці в околицях Бухареста (1837), на фоні Пагорба Спіря
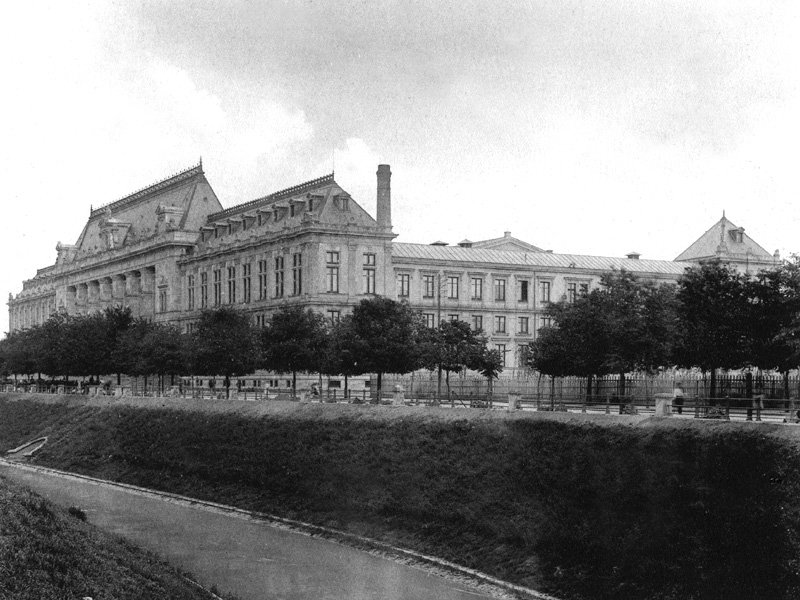
Димбовіца та Бухарестський суд (1901)
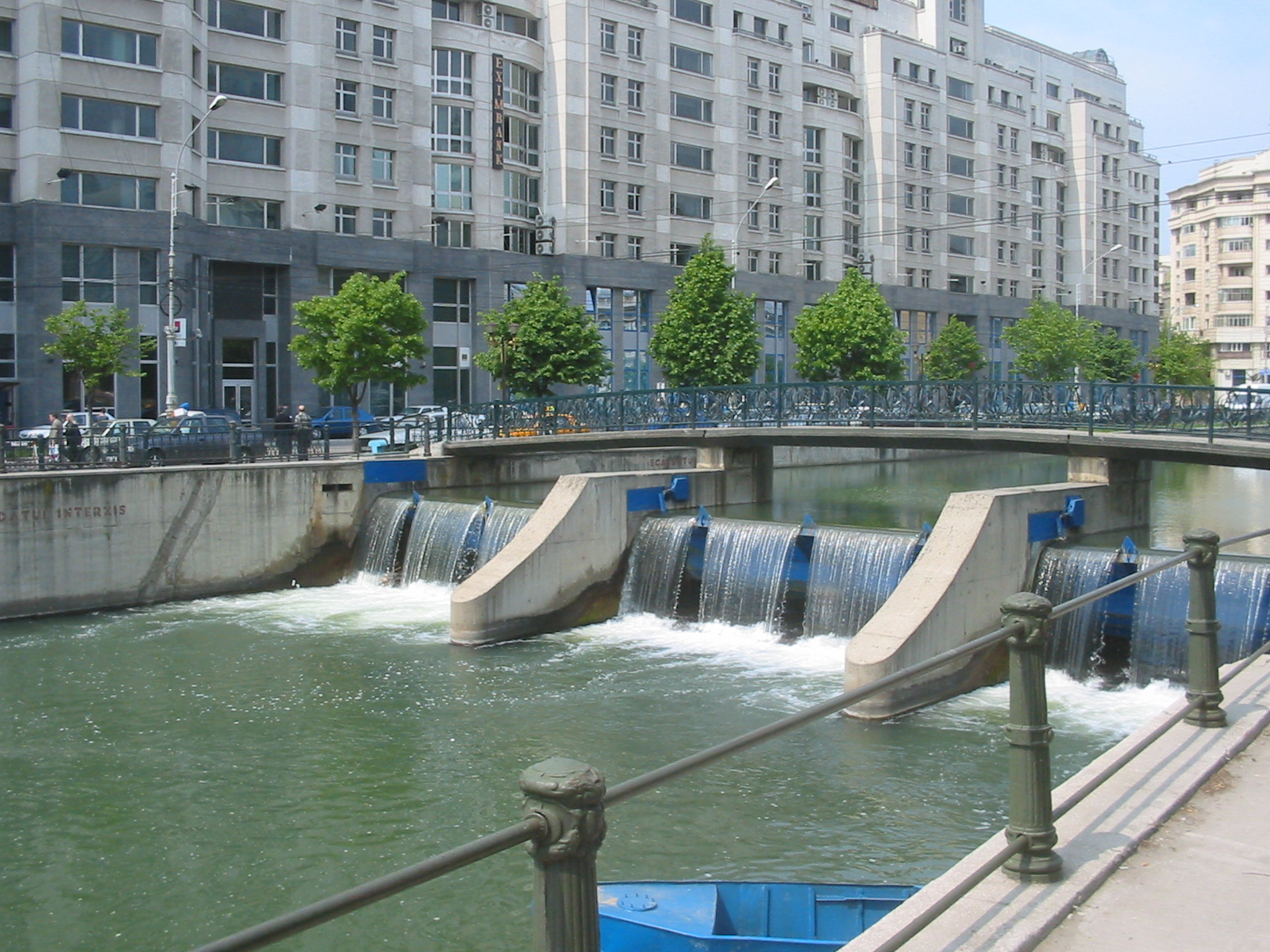
Димбовіца в Бухаресті
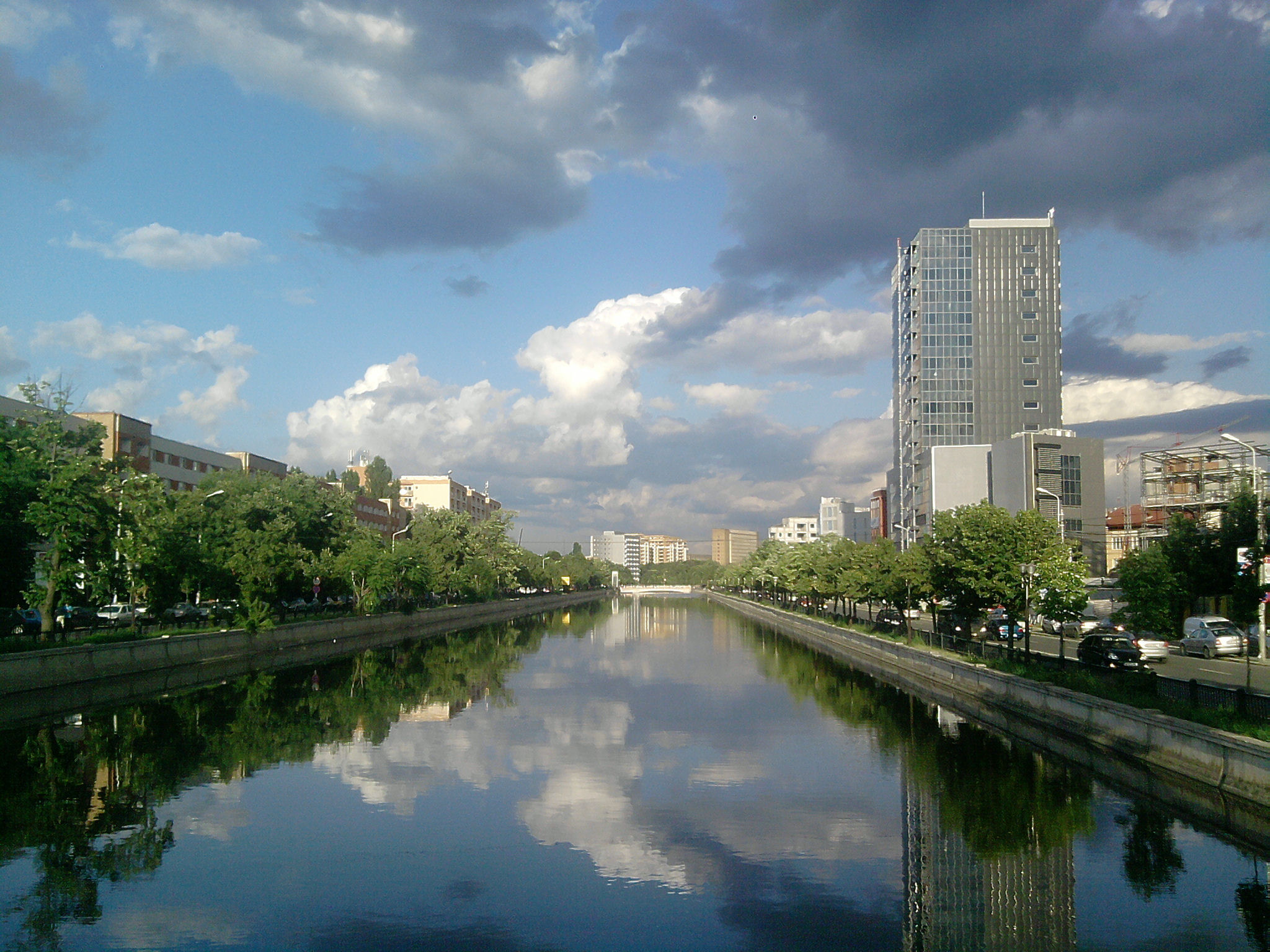
Димбовіца в Бухаресті